# Gnosjö kyrka

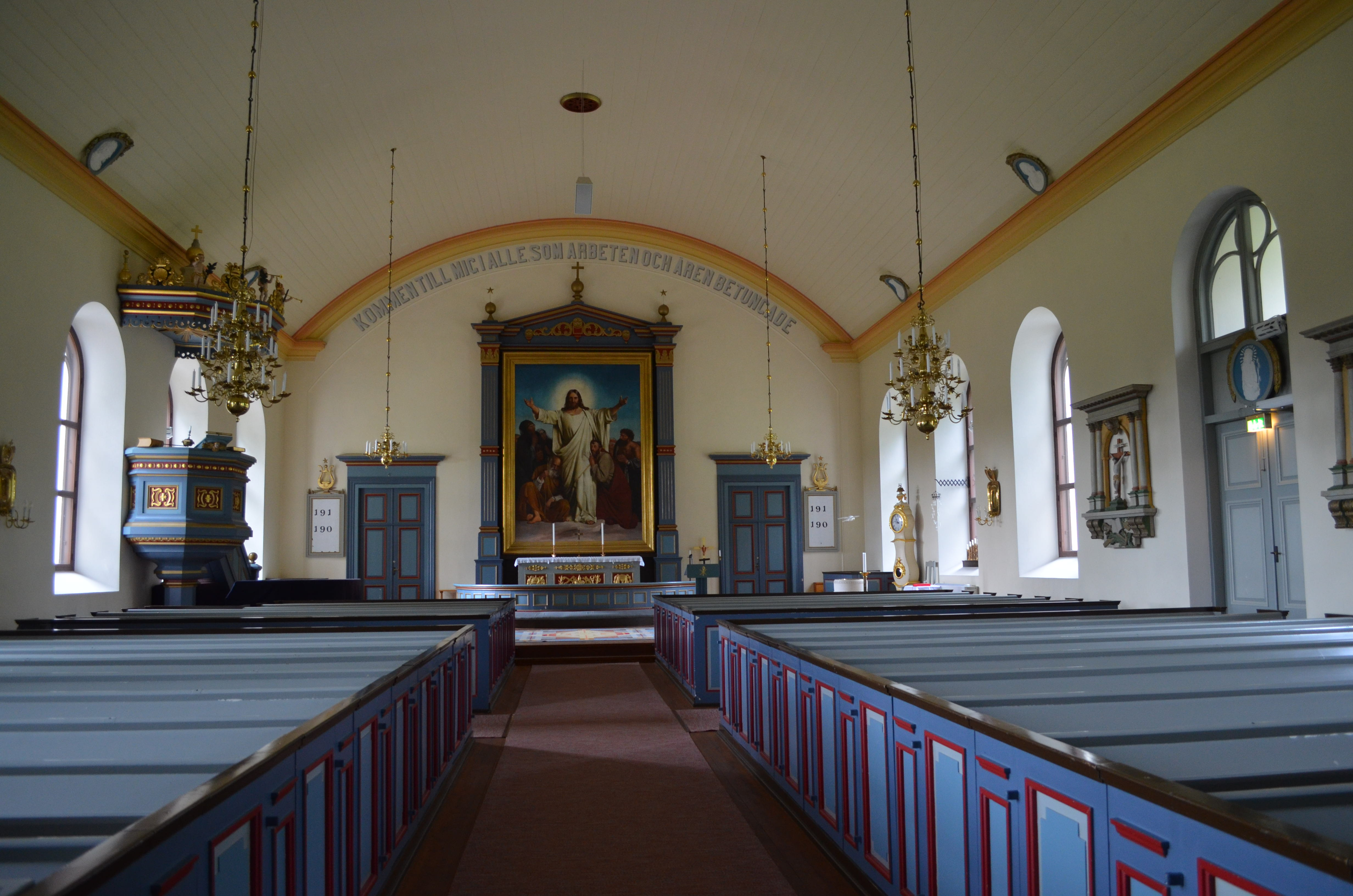
Gnosjö kyrkas kykosal

Gnosjö kyrka är en kyrkobyggnad i Gnosjö i Växjö stift. Den är församlingskyrka i Gnosjö församling.

## Kyrkobyggnaden
Nuvarande kyrka uppfördes 1885 - 1887 och ersatte en tidigare kyrka byggd 1718. Kyrkan har nord-sydlig orientering och består av ett långhus med ett tresidigt kor i söder och ett kyrktorn i norr.

## Inventarier
- Dopfunten är från 1900-talet.
- En altaruppsats är från 1780-talet. Altartavlan är målad 1885 av konstnären Ludvig Frid. Tavlan är en kopia av "Christus Consolator" målad av konstnären Carl Bloch.
- Delar av en äldre altaruppsats, åtta medaljonger under taklisten samt ett golvur från 1700-talets slut, utförda av Sven Nilsson Morin, har bevarats. Predikstolen från den år 1889 rivna träkyrkan finns bevarad i nuvarande kyrkas torn. Den tillverkades 1718 av bildhuggaren Sven Segervall, Växjö.

### Orgel
- En orgeln fanns i gamla kyrkan som flyttades över till nya 1885. Den hade 4 stämmor. Orgeln finns magasinerad i kyrkan.
- 1905 bygger Eskil Lundén, Göteborg en orgel med 10 stämmor.
- Den nuvarande orgel är tillverkad 1965 av Västbo Orgelbyggeri, Långaryd och är en mekanisk orgel. Fasaden är från 1905 års orgel.

| Huvudverk I     | Svällverk II      | Pedal              | Koppel |
| Gedackt 8´      | Rörflöjt 8´       | Subbas 16´         | I/P    |
| Principal 4´    | Gedacktflöjt 4´   | Principal 8´       | II/P   |
| Hålflöjt 4'     | Principal 2'      | Kvintadena 4´      | II/I   |
| Nasard 2 2/3'   | Spetskvint 1 1/3' | Rauschkvint 2 chor |        |
| Oktava 2'       | Scharf 2 chor     | Fagott 16'         |        |
| Mixtur 3-4 chor | Vox humana 8'     |                    |        |
| Dulcian 16'     | Crescendosvällare |                    |        |

### Webbkällor
- byggnadspresentation
- Svenska kyrkan i Gnosjö
- Jönköpings läns museum, rapport
- Wikimedia Commons har media som rör Gnosjö kyrka.